# Тюлень-монах карибський
Монах карибський (Neomonachus tropicalis) — вид морських ссавців з родини Тюленевих (Phocidae) ряду Хижі (Carnivora).

## Поширення
Колись жили в Карибському морі, на північний захід до Мексиканської затоки, а також від Багамських островів до півострова Юкатан, на півдні вздовж узбережжя Центральної Америки і на схід до півночі Антильських островів.

## Екологія
Цей вид був вперше виявлений під час плавання Колумба в 1494 році, і записи свідчать про його велику кількість у кількох районах Карибського басейну. Займав морське середовище, з кам'янистим або піщаним узбережжям та островами, що використовувались для укриття і місць розмноження. Полювання європейцями почалось від подорожей Колумба і продовжувалось неухильно до повного винищення їх за шкури і жир. Останнього разу спостерігалися невелика колонія приблизно на півдорозі між Ямайкою і Гондурасом у 1952 році.

## Опис
Дорослі особини були близько 200—240 см завдовжки, забарвлення спини сірувато-коричневе, низу — жовтувато-біле. Здається, поведінка була схожа на інші види Monachus, винятком є те, що піком народження цуценят, ймовірно був грудень. Їх поживою були вугрі, омари, восьминоги та інші рифові риби. Monachus tropicalis був млявим на землі. Його відсутність страху до людини, неагресивність і допитливий характер також сприяли його загибелі.